# Paratetide

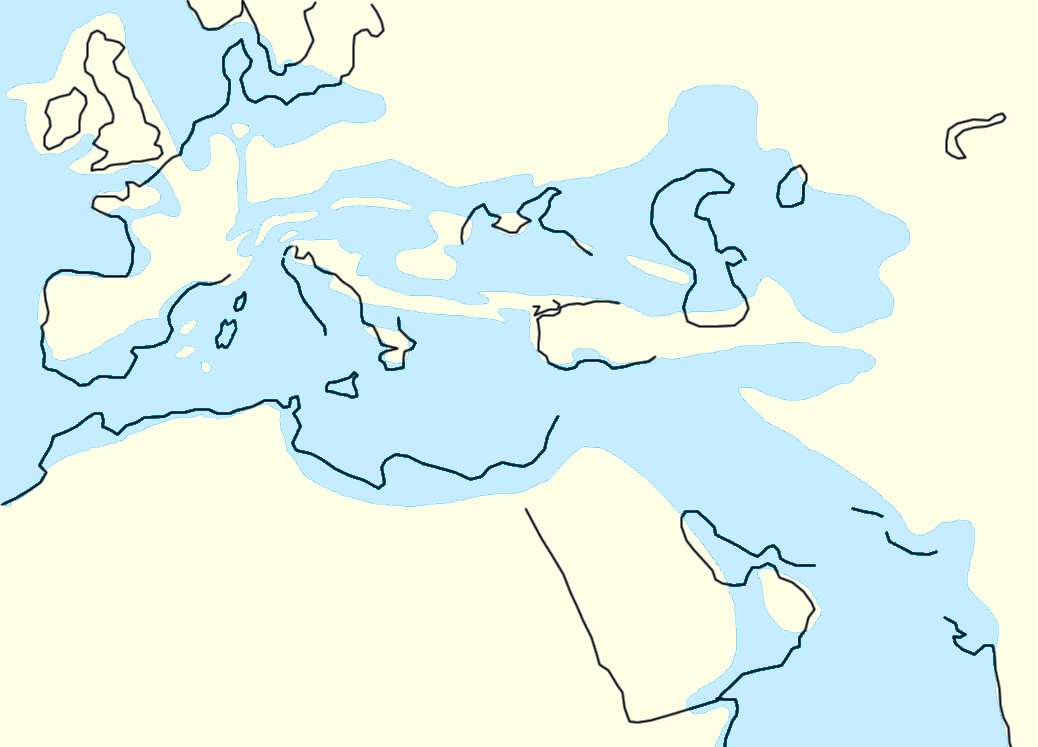
Estensione della Paratetide nel Rupeliano (da 33,9 a 28,4 milioni di anni fa). Le linee in nero corrispondono agli attuali livelli delle coste.

Il mar Paratetide o Sarmatico era un ramo separato dell'oceano Tetide che si è sviluppato a partire dallo stadio Oxfordiano del Giurassico (circa 155 milioni di anni fa)  interessando una vasta area dell'Europa centro-orientale e dell'Asia occidentale. Durante il Cretacico esso si estendeva dal bacino del fiume Rodano al lago d'Aral.
Questo mare, marginale e poco profondo, cedette gradualmente terreno nel tardo Miocene (poco più di 5 milioni di anni fa) come conseguenza dell'orogenesi delle Alpi, che interessa anche i Pirenei, i Carpazi, le Alpi Dinariche e i monti Balcani. I resti di quello che 5 milioni di anni fa era un mare sono oggi il Mar Nero, il Mar Caspio e quel che rimane del Lago d'Aral; è da tener conto che sebbene la pianura Pannonica fosse al tempo invasa da questo mare non ha alcun legame con la formazione dei laghi Balaton e Neusiedl.
Nel periodo del tardo Messiniano, in corrispondenza della crisi di salinità del Mediterraneo, quest'ultimo mare e la Paratetide sono stati collegati per un breve periodo di tempo, come dimostrato dalla affinità fra alcune specie acquatiche ritrovate in diverse località del Mediterraneo e quelle ritrovate nella Paratetide.

## Etimologia e classificazione
Il nome Paratetide fu introdotto nella letteratura scientifica nel 1924 da V. D. Laskarev. La sua definizione includeva solamente i fossili e gli strati sedimentari del Neogene, e solo successivamente fu ampliata per includere l'intera serie stratigrafica dell'Oligocene.
L'esistenza di una massa d'acqua separata dalle altre in quel periodo fu dedotta dalla fauna fossile, soprattutto molluschi, pesci e ostracodi. La separazione della Paratetide, o delle sue parti, dagli altri oceani portò allo sviluppo di una fauna differenziata, che viene evidenziata dai depositi sedimentari che ne permettono lo studio.
A causa di questa differenziazione, la correlazione degli strati sedimentari della Paratetide con quelli degli altri oceani coevi non è sempre agevole; pertanto gli stratigrafi che si interessano alla Paratetide hanno sviluppato una serie di stadi stratigrafici che vengono utilizzati in alternativa a quelli ufficialmente riconosciuti nella scala dei tempi geologici dell'ICS.

## Paleogeografia

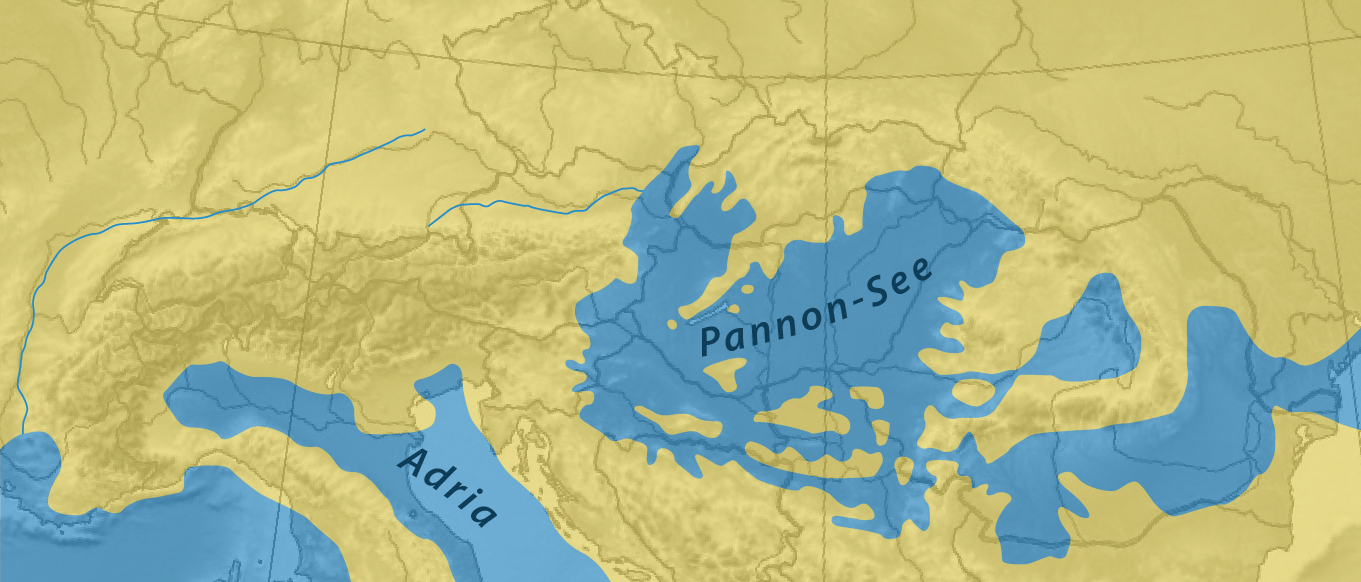
Il Mare Pannonico 11,5 milioni di anni fa.

La Paratetide si estendeva sopra una vasta area dell'Europa centrale e della parte occidentale dell'Asia.

A ovest incluse, almeno in alcuni periodi, il Bacino della Molassa (l'area bavarese a nord delle Alpi), poco più a est il Bacino di Vienna, il Bacino pannonico e il bacino dell'attuale mar Nero; di qui si estendeva verso est fino all'attuale depressione aralo-caspica.
Questa parte dell'Eurasia, durante il Giurassico e il Cretacico era coperta da acque poco profonde che formavano il bordo settentrionale dell'Oceano Tetide. Questo oceano si formò tra Laurasia (Eurasia e Nord America) e Gondwana (Africa, India, Antartide, Australia e Sud America) al momento della frammentazione della Pangea durante il Triassico (200 milioni di anni fa).
Il passaggio dall'Eocene all'Oligocene fu marcato da un considerevole abbassamento del livello del mare e da una brusca diminuzione della temperatura in tutto il pianeta. Contemporaneamente si innescò l'orogenesi alpina, la fase tettonica che portò alla formazione delle Alpi, dei Carpazi, delle Alpi Dinariche, del Taurus, dell'Elbruz e di altre catene montuose del bordo meridionale dell'Eurasia. La combinazione dell'abbassamento delle acque e dell'innalzamento tettonico diede luogo ad un'importante fase di regressione marina, che introdusse una barriera tra il dominio Tetide e quello della Paratetide. 
Nell'Oligocene inferiore si chiusero anche le connessioni con l'Oceano Artico (attraverso lo stretto di Turgai), il bacino del Mare del Nord e l'Oceano Atlantico (sotto forma di stretto a nord dei Carpazi). È possibile tuttavia che siano rimaste aperte le connessioni con il Rhônegraben (e il Mediterraneo) e con lo stretto dell'Assia, che collegava il Bacino della Molassa con il Bacino del Mare del Nord.
Il Miocene inferiore (circa 20 milioni di anni fa) vide una fase di trasgressione marina durante la quale la Paratetide era nuovamente ben collegata con il Mediterraneo. La tendenza si invertì parzialmente nel Miocene medio e parti della Paratetide risultarono spesso separate tra loro. Quando il Mediterraneo si prosciugò durante la crisi di salinità del Messiniano (circa 6 milioni di anni fa), ci furono delle fasi durante le quali l'acqua della Paratetide fluiva entro i bacini mediterranei prosciugati. Nel corso del Pliocene (da 5,33 a 2,58 milioni di anni fa), la Paratetide si suddivise in una coppia di mari interni che a volte erano completamente separati tra loro, come il Mare Pannonico, una distesa di acqua salmastra all'interno della pianura Pannonica. Molti di questi bacini scomparvero all'inizio del Pleistocene, e attualmente il Mar Nero, il Mar Caspio e il lago d'Aral sono le uniche tracce di quello che un tempo era un vasto mare interno.